# 日鱸
日鱸（學名：Centrarchus macropterus）為太陽魚科下日鱸屬（Centrarchus）的唯一一種，分布於北美洲美國馬里蘭州波托馬克河至德州Trinity河流域，體長可達29.2公分，棲息在有植被生長的湖泊、沼澤、池塘等，屬於雜食性偏肉食性。

## 擴展閱讀
維基物種上的相關：日鱸